# Diana Taurasi
Diana Taurasi, född 11 juni 1982 i Glendale, Kalifornien, är en amerikansk basketspelare som tagit sex olympiska guldmedaljer vid olympiska sommarspelen 2004, 2008, 2012, 2016, 2020 och 2024. Hon spelar sedan 2004 för Phoenix Mercury. 2011 blev hon framröstad som en av de femton bästa spelarna i WNBA. I och med finalvinsten mot Frankrike vid OS 2024 tog Taurasi sitt sjätte raka OS-guld, vilket är fler än någon annan basketspelare.